# Yukarıışıklı, Erciş
Yukarıışıklı là một xã thuộc thành phố Erciş, tỉnh Van, Thổ Nhĩ Kỳ. Dân số thời điểm năm 2011 là 3.843 người.